# Pignari Bana
Pignari Bana is een gemeente (commune) in de regio Mopti in Mali. De gemeente telt 30.000 inwoners (2009).